# قاعة مشاهير الدراجات في الولايات المتحدة

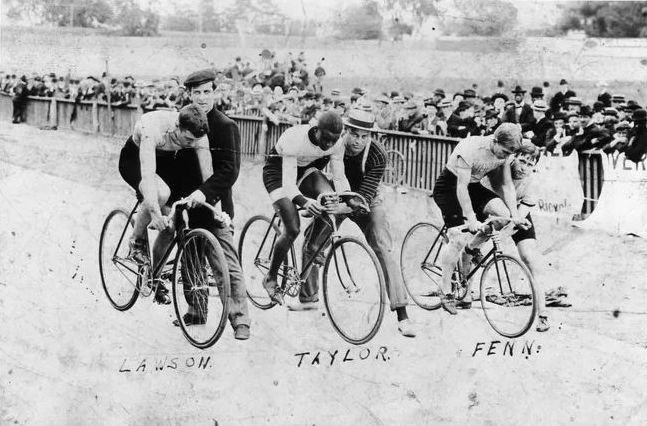
ركوب الدراجات في الولايات المتحدة

تقع قاعة مشاهير ركوب الدراجات في الولايات المتحدة في ديفيس، كاليفورنيا، وهي منظمة خاصة غير ربحية مصنفة ضمن الفئة 501(c)(3)، أُنشئت بهدف الحفاظ على رياضة ركوب الدراجات والترويج لها. تأسست المنظمة عام 1986 في سومرفيل، نيوجيرسي، ومنذ عام 1987 تكرّم راكبي الدراجات الذين حققوا نجاحًا كبيرًا في السباقات أو أسهموا في تطوير هذه الرياضة. وتدير متحفًا في مدينة ديفيس منذ عام 2009.

## متحف

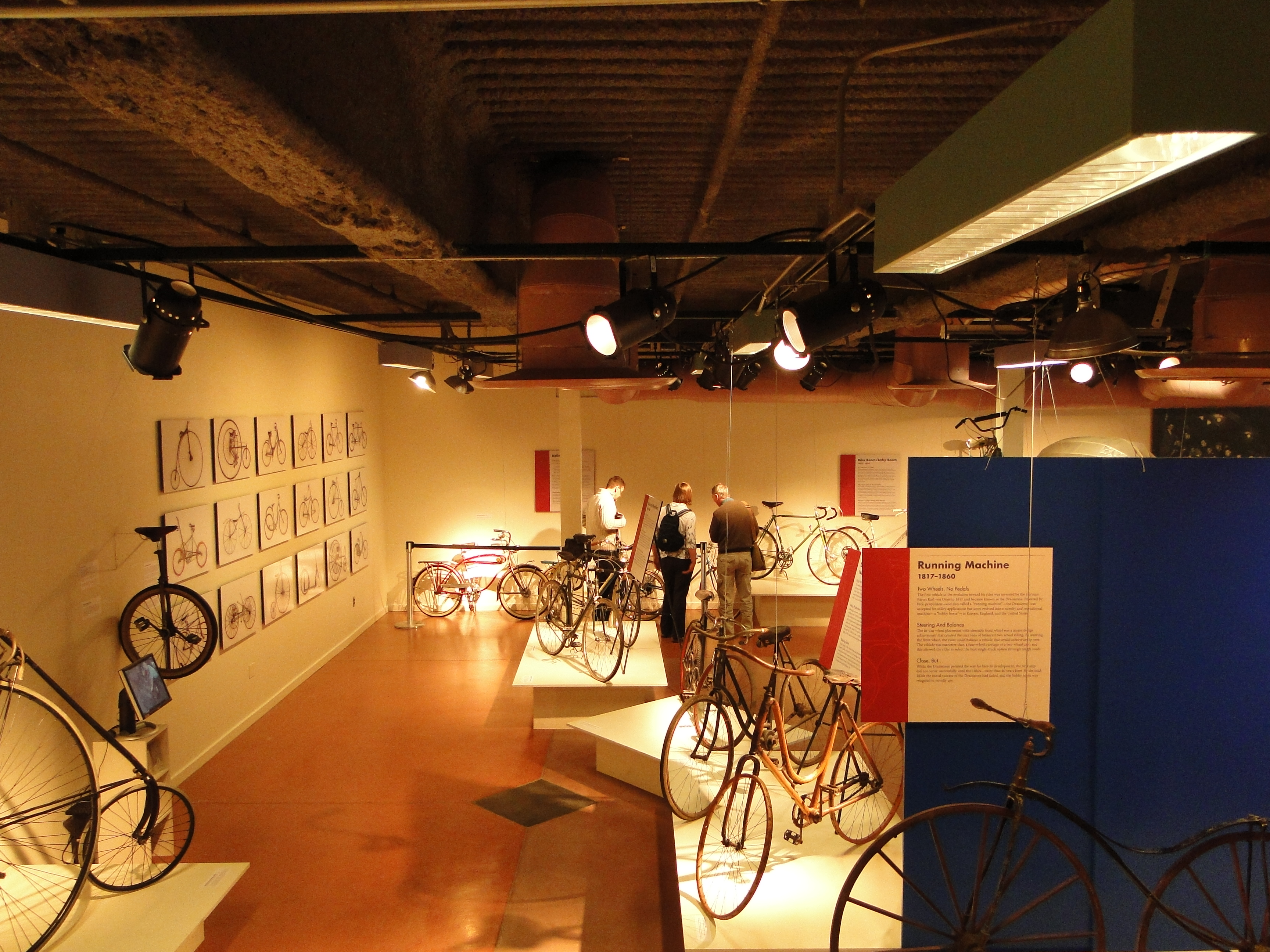
دراجات تاريخية في قاعة مشاهير ركوب الدراجات الأمريكية في ديفيس، كاليفورنيا

تقع قاعة المشاهير في شارع الثالث رقم 303، في مدينة ديفيس بولاية كاليفورنيا. وتشغل الطابق العلوي من المبنى، وتضم دراجات تعود للرائد تايلور وفرانك لويس كرامر، بالإضافة إلى شريط البطولة والميداليات الخاصة بفرانك كرامر.
يضم الطابق الرئيسي من المتحف معارض موضوعية. ففي عام 2010، شملت المعروضات معرضًا عن طواف كاليفورنيا وعرضًا مخصصًا لغريغ ليموند.
يضم القبو عرضًا واسعًا للدراجات التاريخية، بما في ذلك نماذج من الدرايسين والفيلوسيبيد. كما يشمل العرض دراجات مميزة تعود إلى خمسينيات القرن الماضي وحتى الوقت الحاضر، تُبرز التطور السريع الذي شهدته صناعة الدراجات في السنوات الأخيرة.

## تاريخ
كانت القاعة تقع سابقًا في سومرفيل، نيوجيرسي. وفي أبريل عام 2009، أعلنت إدارة القاعة عن نيتها الانتقال إلى مدينة ديفيس. وتم الافتتاح الرسمي للمقر الجديد في وسط مدينة ديفيس في 24 أبريل 2010. وقد انضمت القاعة إلى مجموعة من الدراجات التاريخية التي كانت موجودة مسبقًا في ديفيس، وهي مدينة تتمتع ببنية تحتية وثقافة وإرث غني في مجال ركوب الدراجات. وقد حلت القاعة محل مركز "الثالث وB" المخصص للمراهقين، وهو ما أثار بعض الجدل في أوساط الشباب في ديفيس، غير أن العديد من الأنشطة التي كان يحتضنها المركز، مثل حفلات الرقص، نُقلت إلى مركز المحاربين القدامى.

## الأعضاء

### منافس مخضرم في سباقات الطريق والمضمار:
- جيمي والثور الابن (2008)
- بوبي والثور جونيور (2011)
- روب بارسونز (2012)
- دوريس ترافاني موليجان (2013)
- تشارلي وينتر (2014)
- جيري آش (2018)
- جورج بانكر (2019)

#### منافسات الطرق والمضمار الحديثة
- جيني ريد (2018)

##### سباق الطرق الوعرة
- سارة بالانتاين (2014)
- سوزان ماري دي ماتي (2012)
- لي دونوفان (2020)
- أليسون دنلاب (2015)
- لورانس مالون (2017)
- مايلز روكويل (2021)

###### المنافسة على الطرق الوعرة:
- إريك روب (2018)

## روابط خارجية
- قاعة مشاهير الدراجات الأمريكية
- قاعات الشهرة الدولية: ركوب الدراجات، التجديف، التجديف بالكاياك
- دليل البحث في الرياضة في الولايات المتحدة الأمريكية نسخة محفوظة 12 يونيو 2005 على موقع واي باك مشين.